# Дев'ятки (фільм)
«Дев'ятки» (англ. The Nines) — американська фентезійно-психологічна драма режисера Джона Оґаста (був також сценаристом), що вийшла 2007 року. У головних ролях Раян Рейнольдс, Гоуп Девіс.
Продюсерами стрічки були Брюс Коен, Ден Етерідж і Ден Джинкс. Вперше фільм продемонстрували 21 січня 2007 року у США на кінофестивалі «Санденс».
В Україні у кінопрокаті фільм не демонструвався.
6 січня 2014 р. відбулась прем'єра на українському телебаченні. У програмі Арґумент-кіно на телеканалі 1+1. Переклад та озвучення українською мовою зроблено студією «1+1».

## Сюжет
Стрічка розказує три історії. У першій із них Ґері — актор-невдаха, що відбуває домашній арешт, а його єдиним зв'язком зі зовнішнім світо є Марґарет — його агент. У другій розповідається про Ґевіна — сценариста, що працює на телебаченні і створює шоу-програми, а Мелісса акторка у його шоу. У третій розповідається про відомого дизайнера відеоігор Ґебріеля і його дружину Мері та їхню доньку Ноелль. Проте вони усі між собою пов'язані

## У ролях
| Актор           | Персонаж | Роль                                                                      |
| --------------- | --- | ------------------------------------------------------------------------- |
| Раян Рейнольдс  | Ґері / Ґевін / Ґебріель (англ. Gary / Gavin / Gabriel)                                                                                     | актор / телевізійний сценарист / дизайнер відеоігор                       |
| Меліса Маккарті | Марґарет / Мелісса / Мері (англ. Margaret/ Melissa / Mary)                                                                                 | агент Ґері / акторка у шоу Ґевін / дружина Ґебріеля                       |
| Гоуп Девіс      | Сара / Сюзен / Сіерра (англ. Sarah / Susan / Sierra)                                                                                       | сусідка Ґері / начальник Ґевін / жінка, що намагається допомогти Ґебріелю |
| Ель Феннінг     | Ноелль (англ. Noelle) | донька Ґебріеля і Мері                                                    |
| Девід Денман    | посадова особа, що наглядає за умовно-достроково звільненим / схвильований чоловік / дев'ятка (англ. Parole Officer / Agitated Man / Nine) |                                                                           |
| Октавія Спенсер | проститутка / пішохід / дев'ятка (англ. Streetwalker / Pedestrian / Nine)                                                                  |                                                                           |

## Сприйняття

### Критика
Фільм отримав загалом позитивні відгуки: Rotten Tomatoes дав оцінку 64 % на основі 61 відгуку від критиків (середня оцінка 5,9/10) і 60 % від глядачів із середньою оцінкою 3,4/5 (44,286 голосів). Загалом на сайті фільми має позитивний рейтинг, фільму зарахований «стиглий помідор» від кінокритиків і «попкорн» від глядачів, Internet Movie Database — 6,4/10 (25 245 голосів), Metacritic — 52/100 (12 відгуків критиків) і 7,1/10 від глядачів (24 голоси). Загалом на цьому ресурсі від критиків фільм отримав змішані відгуки, а від глядачів — позитивні.

### Касові збори
Під час показу у США, що розпочався 31 серпня 2007 року, протягом першого тижня фільм був показаний у 2 кінотеатрах і зібрав $23,617, що на той час дозволило йому зайняти 62 місце серед усіх прем'єр. Показ фільму протривав 42 дні (6 тижнів) і завершився 11 жовтня 2007 року. За цей час фільм зібрав у прокаті у США $63,165, а у решті світу $67,715, тобто загалом $130,880.

### Нагороди і номінації[9]
| Рік  | Нагорода                | Категорія           | Номінант   | Результат |
| ---- | ----------------------- | ------------------- | ---------- | --------- |
| 2007 | Кінофестиваль у Сіджасі | Найкращий фільм     | Джон Оґаст | Номінація |
| 2008 | Сатурн                  | Найкращий DVD-реліз | стрічка    | Номінація |